# HADO Xball
「HADO Xball」（ハドー エックスボール）は、2019年に株式会社meleapが開発した、AR（拡張現実）技術を用いたテクノスポーツ競技の一種である。一般に「Xball」と表記されることが多い。本記事では簡略化のため、「Xball」という表記を用いる。通常の「HADO」（3vs3ライフ制）とは明確に異なるルールで展開されている。 現在（2025年時点）「HADO Xball（ハドー エックスボール）」は、実質的にサービス・活動を終了している状態と言える。

## 概要
Xballはサッカーやバスケットボールなどと同様に、互いのゴールに対してシュートを決めることを目的としたスポーツ競技である。特徴として、物理的なボールは使用せず、ARで表示されるCGを使用して競技を行うという点が挙げられる。腕にアームセンサー、頭にヘッドマウントディスプレイを装着することで、ポジショントラッキングやモーショントラッキング、現実空間に重ねたCG表示などを行う。主な動作として、得点を決めるためのシュート、相手プレイヤーを攻撃するブレード、相手プレイヤーをまとめて撃破するXボムがある。また、観客の応援がXボムの獲得につながる応援システムというものがある。

## ルール
- 応援タイム

観客はアプリを通し、どちらかのチームを応援する
より多くの応援を獲得したチームに、必殺技が5回分、もう一方のチームには1回分与えられる
- 試合

試合に参加する選手4人のうち1人にシュート権が与えられる
相手ゴールにシュートを入れると1点
各プレイヤーはブレードを相手プレイヤーに2回当てることで、撃破することができる
撃破されたプレイヤーは、一定時間攻撃やキャッチができなくなる
得点する、シュートを外す、シュートをキャッチする、シュート権のあるプレイヤーを撃破するとシュート権が相手チームに移る
制限時間3分の中で、より多くの得点を獲得したチームがそのゲームを獲得
同点の場合は引き分けとなる
2ゲームを先に獲得したチームの勝利

## 応援システム
試合の開始直前にアプリから応援を行う。

## プロリーグ
開発元の株式会社meleapは、2021年にプロリーグ開催を計画している。
その先駆けとして、2020年2月29日に「Japan Xball League 2020」を開催した。
試合の様子はYouTubeアカウント「テクノスポーツTV - HADO Xball」で配信。

## Xball Live
2019年12月17日（火）に開催されたXballのローンチイベント。

### 出演者

#### SHOWCASE
- GANMI
- Smokey Joe’s Cafe

#### BATTLE
- Beat Buddy Boi
- TOKYO FOOTWORKZ
- 神 威♂楽"園 ダンス部
- GOOD FOOT